# Jacques Mesrine
Jacques Mesrine (Clichy-la-Garenne, 28. prosinca 1936. – Pariz, 2. studenog 1979.), francuski gangster koji je djelovao u SAD-u i Kanadi.

## Mladost
Školovao se u Katoličkoj školi, a zatim je bio izbačen iz dvije škole zbog agresivnog ponašanja. Služio je u francuskoj vojsci tijekom alžirskog rata, a po povratku u Francusku, 1962. godine uhićen je zbog pokušaja pljačke banke. Bio je 18 mjeseci u zatvoru. Nakon izlaska je dobio posao u kompaniji za dizajn arhitekture, ali se ubrzo vraća kriminalu. 1965. je bio uhićen u Palma de Majorci jer su Španjolci vjerovali da je špijun. Tamo je u zatvoru bio 6 mjeseci.

## Kanarski otoci, Kanada, Venezuela
1966. je otvorio restoran na Kanarskim otocima, no već je u studenom 1967. opljačkao jedan hotel. Sa svojom ženom je otšao u Kanadu, no nakon bezuspješnog pokušaja otmice pobjegli su u SAD. Međutim, ubrzo su uhićeni u Arkansasu te isporučeni Kanadi.
Mesrine je bio osuđen na 10 godina zbog otmice, ali je 1972. pobjegao s još petoricom zatvorenika. U Montrealu je počeo pljačkati banke, po dvije u jednom danu, što mu je bio stil, zajedno sa svojim suradnikom Jeanom-Paulom Mercierom. 3. rujna 1972. su neuspješno pokušali osloboditi trojicu prijatelja iz zatvora. Tjedan dana kasnije su ubili dva rendžera, a zatim su pobjegli u Venezuelu. Mercier se kasnije vratio u Kanadu.

## Ponovno u Francuskoj: Državni neprijatelj br. 1
Nakon mnogih orobljavanja banaka, oružanih pljački, otmica te čak 39 ubojstava, 21. lipnja 1979. oteo je milijunaša Henrija Lelievrea te dobio okupninu od 6 milijuna franaka, postavši "Francuski državni neprijatelj broj 1" (L'Ennemi Public Numéro Un). 2. studenog 1979. policija je saznala gdje živi. Gomila specijalaca ga je zaskočila dok je bio u svom BMW-u te ga je ubila ispucavši 19 metaka kroz vjetrobran. Tako je završio najveći francuski gangster svih vremena.